# Königliche Phalanx

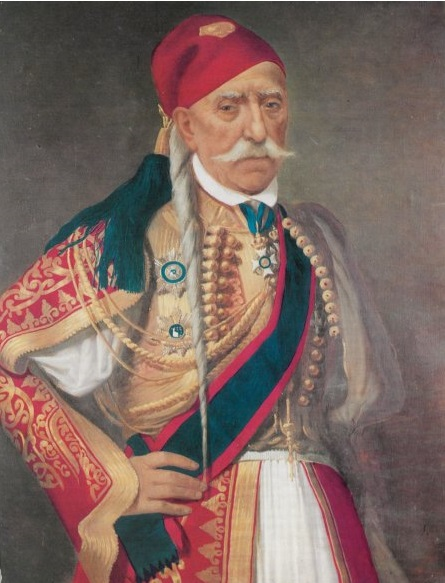
Dimitrios Plapoutas, Kommandant der 12. Tetrarchie der Phalanx, in der traditionellen Kleidung der Phalanx-Mitglieder

Die Königliche Phalanx (griechisch: Βασιλικι Ταλαγξ) war eine militärische Einheit, die sich aus erfahrenen Offizieren des Griechischen Unabhängigkeitskrieges zusammensetzte und am 18. September 1835 gegründet wurde. Die Phalanx war mit militärischen Garnisonsaufgaben verbunden, war jedoch hauptsächlich ein Ehrenposten und diente dazu, Veterane zu unterstützen, die sonst keine Möglichkeit hatten, ihren Lebensunterhalt zu verdienen.

## Hintergrund
Das Ende des Griechischen Unabhängigkeitskrieges (1821–1829) brachte für das entstehende Königreich Griechenland mehrere Probleme mit sich, darunter die Aufstellung einer neuen und zuverlässigen regulären Armee nach dem Scheitern erster derartiger Versuche nach der Ermordung des Gouverneurs Ioannis Kapodistrias im Jahr 1831 und der darauf folgenden Zeit politischer Anarchie und Machtkämpfe. Dieser Prozess begann mit der Ankunft des bayerischen Königs Otto, begleitet von bayerischen Truppen, im Jahr 1833. Das neue Regime schaffte die irregulären Streitkräfte ab, die aus dem Unabhängigkeitskrieg übrig geblieben waren, und stellte ein neues Militär mit gemischtem griechischem und bayerischem Kommandostab auf.

## Entstehung der Phalanx

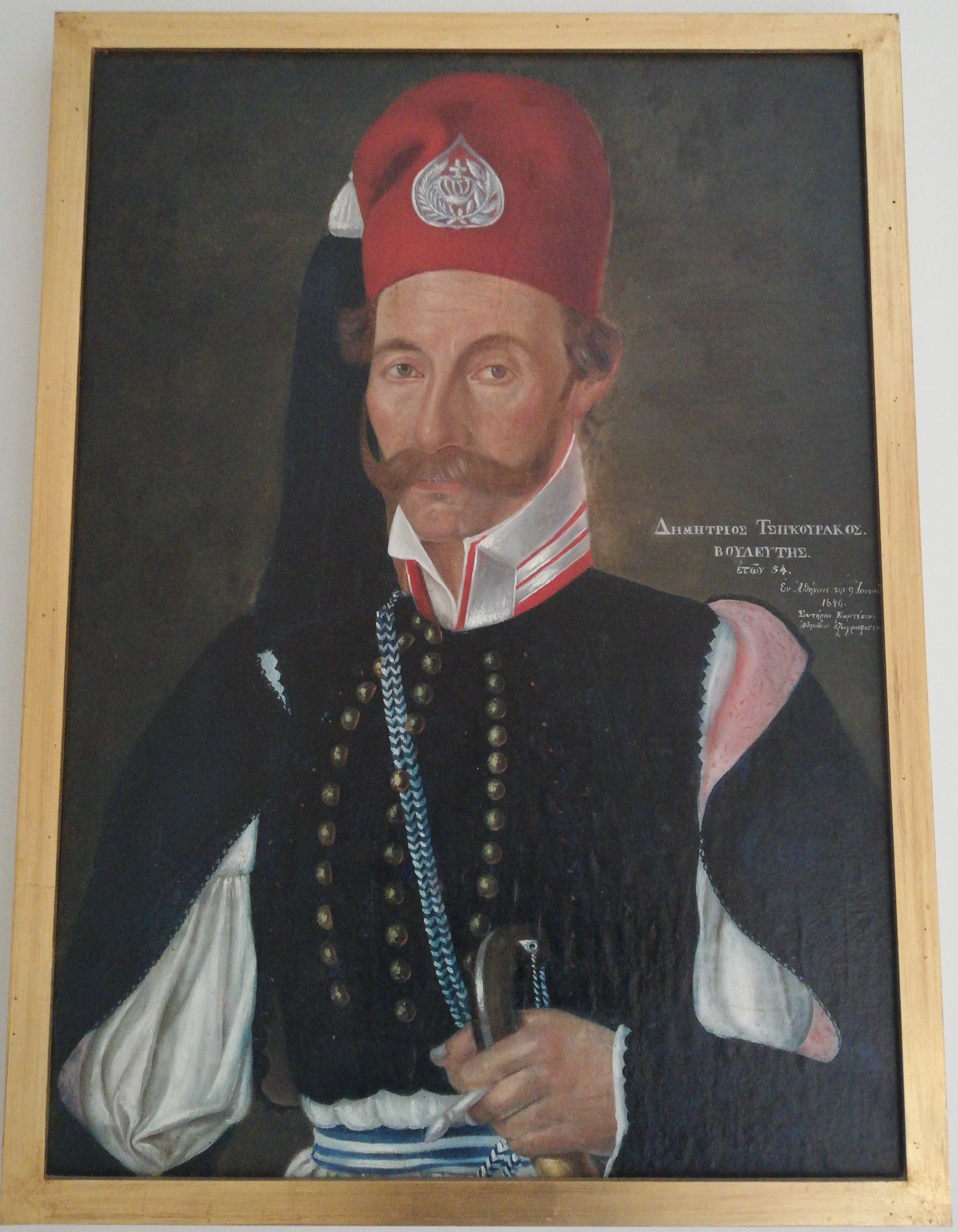
Der Soldat und Abgeordnete Dimitrios Tsingourakos Grigorakis im Jahr 1846 als Leutnant der Phalanx, mit den Rangabzeichen eines Oberstleutnants und dem Erkennungszeichen der Phalanx auf seinem Fez

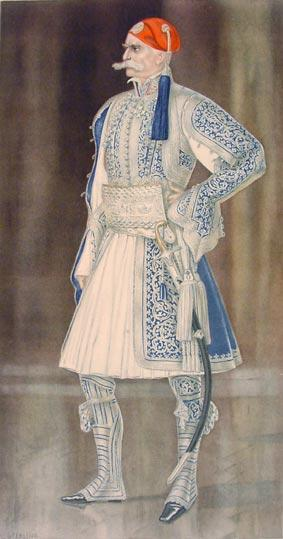
Ein General in Phalanx-Uniform, 1835

Ein weiteres großes Problem war das Schicksal der vielen Krieger, die am Unabhängigkeitskrieg teilgenommen hatten, aber nicht in die neue Armee aufgenommen worden waren. Da sie keinen anderen Beruf kannten und mit Armut konfrontiert waren, stellten sie ein potenziell instabiles Element dar, wie die Aufstände und Bürgerkriege der Vorjahre gezeigt hatten. Um dieses Problem zu lösen, wurden am 18. September und 11. Oktober 1835 zwei königliche Dekrete erlassen, mit denen die „Königliche Phalanx“ gegründet wurde, die aus verdienten Veteranen des Unabhängigkeitskrieges rekrutiert werden sollte. Die Dekrete betonten den ehrenvollen Charakter der Phalanx und wiesen darauf hin, dass das neue Korps allen anderen militärischen Formationen bei Paraden vorangehen und den König begleiten würde. Aus demselben Grund erhielten alle Mitglieder der Phalanx automatisch das Silberne Kreuz des Unabhängigkeitskrieges, das bestimmte Privilegien mit sich brachte, wie das Recht, Waffen zu tragen, die Befreiung von Frondiensten oder das Vorrecht bei öffentlichen Zeremonien. Zu den weiteren Privilegien gehörten das Recht, in der Nähe des eigenen Wohnortes zu dienen, und das Recht, trotz der Besoldung an der Verteilung von öffentlichem Land für mittellose Kämpfer des Unabhängigkeitskrieges teilzuhaben. Schließlich wurde als Uniform des neuen Korps die traditionelle griechische Fustanella festgelegt, die seine Mitglieder während des Unabhängigkeitskrieges getragen hatten, anstelle der unbeliebten, „engen“ Uniformen der regulären Armee im westeuropäischen Stil. Die einzigen Ergänzungen waren ein Stehkragen mit den bayerischen Rangabzeichen der regulären Armee und ein besonderes Emblem auf dem Fez, bestehend aus einem gold- oder silbergestickten, herzförmigen Kranz, der eine Königskrone umgab.
Die Dekrete sahen vor, dass nur erfahrene Offiziere mit tadellosem Verhalten – angesichts der Turbulenzen der vergangenen Jahre, die die gesamte griechische Gesellschaft erschüttert hatten, bedeutete dies in der Praxis Loyalität gegenüber dem bayerischen Regime –, die ihren Veteranenstatus nachweisen konnten, infrage kamen. Viele Veteranenanträge waren bereits von einer im März 1833 eingesetzten Kommission geprüft worden. Eine weitere, außerordentliche Kommission, bestehend aus Richard Church, Nikitas Stamatelopoulos, Dionysios Evmorfopoulos, Ioannis Makriyannis, Nikolaos Krieziotis und Kitsos Tzavellas, wurde eingerichtet, um die Anträge speziell auf die Aufnahme in die Phalanx zu prüfen. Um ihre Unparteilichkeit zu gewährleisten, wurde die neue Kommission aus Vertretern der verschiedenen dominierenden politischen Fraktionen – der Französischen, Englischen und Russischen Partei – sowie der verschiedenen Herkunftsregionen der Veteranen gebildet, darunter die Soulioten und Kämpfer von den Ionischen Inseln, die außerhalb der Grenzen des griechischen Königreichs lagen. Dennoch ist dokumentiert, dass das Auswahlverfahren häufig missbraucht wurde: In Parlamentsdebatten aus dem Jahr 1866 wird erwähnt, dass auch Personen, „die während der Revolution noch nicht einmal geboren waren, oder Stallburschen und Köche“, in das Korps aufgenommen wurden.
Gemäß dem Dekret vom 11. Oktober 1835 sollte die Phalanx in Tetrarchien (τετραρχίαι, Singular τετραρχία) aufgeteilt werden, die jeweils von einem Hauptmann als Kommandant oder Tetrarch (τετράρχης), einem Leutnant, zwei Unterleutnants, einem Fähnrich, vier Master Sergeants, 54 Korporalen und einfachen Phalangiten und einem Trompeter kommandiert wurden. Die Dienstgrade in der Phalanx entsprachen den höheren Offiziersrängen der Armee: Ein Hauptmann entsprach einem Oberst mit einem Monatsgehalt von 250 bis 300 Drachmen, ein Leutnant (180 Drachmen) einem Oberstleutnant, ein Unterleutnant (140 Drachmen) einem Major, ein Fähnrich oder Master Sergeant (90 Drachmen) einem Hauptmann, ein Korporal (60 Drachmen) einem Leutnant und ein gewöhnlicher Phalangit (48 Drachmen) einem Unterleutnant. Die ärmeren unteren Dienstgrade hatten außerdem Anspruch auf zusätzliches kostenloses Mehl und kostenlose Unterkunft für ihre Einsätze außerhalb ihrer Garnison sowie auf kostenlose Gesundheitsversorgung.
Nach einigen Verzögerungen wurden Anfang 1836 elf provisorische Tetrarchien eingerichtet. Die erste formelle Organisation der Phalanx erfolgte jedoch mit der Veröffentlichung eines Armeebefehls am 25. April 1836, in dem 800 Veteranen 13 Tetrarchien zugeteilt wurden. Diese waren:
| Tetrarchie | Garnison    | Kommandant              |
| ---------- | ----------- | ----------------------- |
| 1.         | Lamia       | Nakos Panourgias        |
| 2.         | Vonitsa     | Georgios Tsongas        |
| 3.         | Nafplio     | Giannakis Staikos       |
| 4.         | Areopoli    | Georgios Kitsos         |
| 5.         | Missolonghi | Dimitrios Makris        |
| 6.         | Nafpaktos   | Diamantis Zervas        |
| 7.         | Thiva       | Dionysios Evmorfopoulos |
| 8.         | Athen       | Ioannis Makriyannis     |
| 9.         | Korinth     | Gennaios Kolokotronis   |
| 10.        | Patras      | Vasileios Petmezas      |
| 11.        | Sparta      | Panagiotis Giatrakos    |
| 12.        | Arkadien    | Dimitrios Plapoutas     |
| 13.        | Chalkida    | Nikolaos Kriezotis      |

Die Organisation und Mitgliedschaft der Phalanx und der Tetrarchien war sehr fließend, was die Rolle des Korps als Ehrenmitglied und nicht als tatsächliche Militäreinheit widerspiegelte, und erfuhr während ihres Bestehens viele Änderungen und Modifikationen. Beispielsweise wurden am 1. April 1837 drei neue Tetrarchien mit veränderter Zusammensetzung (80 Korporale und Phalangiten mit 16 Offizieren) für Veteranen eingerichtet, die keinen Anspruch auf öffentliches Land erheben konnten. Die Zusammensetzung und die ihnen zugewiesenen Rollen zeigen, wie sehr die Institution der Phalanx Ad-hoc-Prioritäten und -Bedürfnisse widerspiegelte: Die erste neue Tetrarchie unter Oberst Giatrakos bestand aus jüngeren Veteranen und diente zugleich als Durchgangseinheit für die anderen Tetrarchien. Die zweite unter Nikolaos Tzavellas bestand aus Soulioten und anderen Epiroten sowie Ätolien-Akarnanien und war mit der Garnison von Nafpaktos beauftragt. Die dritte Tetrarchie umfasste Veteranen fortgeschrittenen Alters, die nicht zum aktiven Dienst einberufen wurden.
Die Königliche Phalanx bestand bis ca. 1873.

## „Ausgestattete Phalanx“
Die Kosten der Phalanx und die umfangreichen Privilegien, die sie ihren Mitgliedern gewährte, wurden schnell zu einer großen Belastung für den Haushalt des klammen griechischen Staates. 1838 zählte sie über 900 Mitglieder, deren Unterhalt jährlich über eine Million Drachmen kostete. Um diese exorbitanten Ausgaben zu senken, wurde am 1. Januar 1838 per Gesetz die Vergabe von Land an Mitglieder der Phalanx ohne andere Einkommensquellen vorgeschlagen, sofern sie auf ihr bisheriges Gehalt verzichteten. Stimmten sie zu, erhielten die Mitglieder der Phalanx ein Jahresgehalt als Kapital und einen Schuldschein über öffentlichen Grund und Boden im Wert von 1000 £, der auf öffentlichen Auktionen ersteigert werden sollte. Der Wert des Landes richtete sich nach dem Gehalt, z. B.: Gewöhnliche Phalangiten, die einen Sold von 48 Drachmen erhielten, hatten Anspruch auf Land im Wert von 2880 Drachmen, diejenigen mit einem Sold von 90 Drachmen auf Land im Wert von 5440 Drachmen und diejenigen mit einem Sold von 140 Drachmen und mehr auf Land im Wert von 8400 Drachmen, wobei die Differenz als Sold ausgezahlt wurde. Die so erworbenen Ländereien waren drei Jahre lang ohne vorherige königliche Genehmigung unveräußerlich, konnten aber mit einer Hypothek belastet werden. Die Mitglieder dieser „Ausgestattete Phalanx“ (προικοδοτημένη φάλαγξ) behielten ihre Dienstgrad- und Uniformprivilegien und konnten außerdem in die Nationalgarde aufgenommen werden, während diejenigen, die in der normalen Phalanx blieben, mit einer Einschränkung ihrer Privilegien und ihres Gehalts konfrontiert waren. Allerdings war es möglich, in den Status eines Seniors (πρεσβύτες) versetzt zu werden, der besonders ausgezeichneten Offizieren des Unabhängigkeitskrieges vorbehalten war, „die besonderer Unterstützung bedurften“.
Viele Phalangiten machten von dieser Regelung Gebrauch, und von 1838 bis 1843 wurden Schuldscheine im Wert von 5.493.639 Drachmen ausgegeben, wobei die Mitgliederzahl der Phalanx in dieser Zeit auf etwa 400 sank. Da den meisten Phalangiten jedoch die Mittel fehlten, um sich als Bauern zu etablieren, wurden diese Scheine in der Regel nicht für den Landkauf verwendet, sondern sofort zu einem Bruchteil (meist 25–30 %) ihres Wertes weiterverkauft. Die Veteranen blieben mittellos, und öffentliches Land wurde von Profiteuren erworben. Infolgedessen erwies sich die „Ausgestattete Phalanx“ als Misserfolg, und vielen der ihr beigetretenen Veteranen blieb keine andere Wahl, als – meist erfolgreich – die Wiederaufnahme in die Königliche Phalanx zu beantragen.